# Yelena Mazanik
Yelena Mazanik (em russo:  Елена Григорьевна Мазаник, em bielorrusso:  Алена Рыгораўна Мазанік; Vila de Poddegtyarnaya, 2 de março de 1914 – Minsk, 7 de abril de 1996) foi uma partisan bielorussa-soviética.
Foi a responsável pela morte de Wilhelm Kube, oficial alemão e governador da Bielorrússia ocupada pelos nazistas. Ela plantou uma pequena bomba na cama dele enquanto trabalhava na casa como empregada. Pela morte de Kube, Yelena e seus co-conspiradores foram premiados com a medalha Herói da União Soviética em 29 de outubro de 1943.

## Biografia
Mazanik nasceu em 1914, em uma família de camponeses na vila de Poddegtyarnaya, na Província de Minsk, então parte do Império Russo. Sua educação foi incomum para a época, pois ela se formou após seis séries na escola antes de largar a escola para trabalhar como garçonete em um restaurante que servia os Comissários do Conselho do Povo da Bielorrússia. Pouco depois se casou com Boleslav Antonovich Tarletsky, motorista e empregado do NKVD. Em 1935, ela deu à luz a um menino, mas ele morreu prematuramente com menos de 2 anos. Pouco depois do menino nascer, ela mudou de emprego e começou a trabalhar no ginásio do Conselho do Povo. Em 1939, deu à luz ao seu segundo filho, mas o parto foi prematuro e difícil, e ele também não sobreviveu. Neste mesmo ano, ela voltou a ser garçonete.
Depois que os nazistas assumiram o controle de Minsk, Mazanik se infiltrou na Wehrmacht, sob o pseudônimo de Galina. Depois foi trabalhar como garçonete no salão de jantar e no cassino dos oficiais alemães até ser recrutada para trabalhar na mansão de Wilhelm Kube em junho de 1943.

## Pós-guerra
Mazanik não se casou novamente depois do fim da Segunda Guerra. Em 1946, ela se filiou ao Partido Comunista antes de se formar no Instituto Pedagógico de Minsk, em 1952. Ela trabalhou como diretora da principal biblioteca da Academia Nacional de Ciências da Bielorrússia.

## Morte
Mazanik morreu em 7 de abril de 1996, em Minks, aos 86 anos, e foi sepultada no Cemitério Oriental de Minsk.